# 圣玛尔塔 (哥伦比亚)
圣玛尔塔（西班牙語：Santa Marta）位于哥伦比亚北部加勒比海沿岸，是马格达莱纳省的首府，人口约41万（2002年）。
圣玛尔塔是重要的海港城市，也是著名的旅游、历史和文化中心。
拉丁美洲革命家西蒙·玻利瓦尔于1830年12月17日在圣玛尔塔逝世。
11°14′10″N 74°12′06″W / 11.2361°N 74.2017°W